# Sedlec (Korozluky)
Pour les articles homonymes, voir Sedlec.
Sedlec, en allemand Sedlitz est un quartier de la municipalité de Korozluky, en allemand Kolosoruk, dans l'Okres Most en République tchèque.

## Source
- (de) Cet article est partiellement ou en totalité issu de l’article de Wikipédia en allemand intitulé « Sedlec u Obrnic » (voir la liste des auteurs).